# Cantonul Orgères-en-Beauce
Cantonul Orgères-en-Beauce este un canton din arondismentul Châteaudun, departamentul Eure-et-Loir, regiunea Centru, Franța.

## Comune
| Comune              | Populație (1999) | Cod poștal | Cod INSEE |
| ------------------- | ---------------- | ---------- | --------- |
| Baigneaux           | 196              | 28140      | 28019     |
| Bazoches-en-Dunois  | 237              | 28140      | 28028     |
| Bazoches-les-Hautes | 289              | 28140      | 28029     |
| Cormainville        | 192              | 28140      | 28108     |
| Courbehaye          | 129              | 28140      | 28114     |
| Dambron             | 104              | 28140      | 28121     |
| Fontenay-sur-Conie  | 110              | 28140      | 28157     |
| Guillonville        | 419              | 28140      | 28190     |
| Loigny-la-Bataille  | 174              | 28140      | 28212     |
| Lumeau              | 177              | 28140      | 28221     |
| Nottonville         | 252              | 28140      | 28283     |
| Orgères-en-Beauce   | 1 024            | 28140      | 28287     |
| Péronville          | 235              | 28140      | 28296     |
| Poupry              | 110              | 28140      | 28303     |
| Terminiers          | 917              | 28140      | 28382     |
| Tillay-le-Péneux    | 293              | 28140      | 28390     |
| Varize              | 167              | 28140      | 28400     |